# Pueblo croata
Los croatas (en croata: Hrvati) son un pueblo eslavo del Sur, asentados en los Balcanes, principalmente en Croacia y Bosnia-Herzegovina. Hay, asimismo, una notable comunidad croata en el extranjero, tanto en Europa Occidental como en Chile, Estados Unidos, Argentina, Brasil, Australia y Nueva Zelanda. Los croatas son mayoritariamente católicos y hablan el idioma croata.

## Situación geográfica
Croacia es la nación-estado de los croatas, aunque muchos viven en la vecina Bosnia-Herzegovina donde son una de las tres naciones constitutivas del país junto a bosníacos y serbios.
Así mismo, existen minorías croatas en:
- Voivodina: provincia norteña de Serbia, donde los croatas Šokci (grupo de mayor antigüedad) y Bunjevci (asentados en la región tras el vacío de poder posterior a la retirada otomana) son junto a los húngaros una importante minoría. Son especialmente numerosos en la región de Bačka.
- Las comunidades Šokci y Bunjevci en el condado húngaro de Bács-Kiskun.
- Los de Boka Kotorska en la costa occidental de Montenegro (especialmente Bokelji) en Kotor y Tivat, así como otros grupos cerca de ahí, como en la ciudad de Budva y Bar.
- Una pequeña minoría existe en la región de Carso y Trieste, en la frontera italiana. Se trata del área más septentrional con presencia croata, aunque la población se halla bastante asimilada en la nación italiana. Sin embargo, conservan aún apellidos y topónimos de origen eslavo.
- En la costa eslovena, en las regiones de Primorska, Prekmurje y en Metlika, Dolenjska.
- En los condados húngaros fronterizos de Zala, Baranya y Somogy.

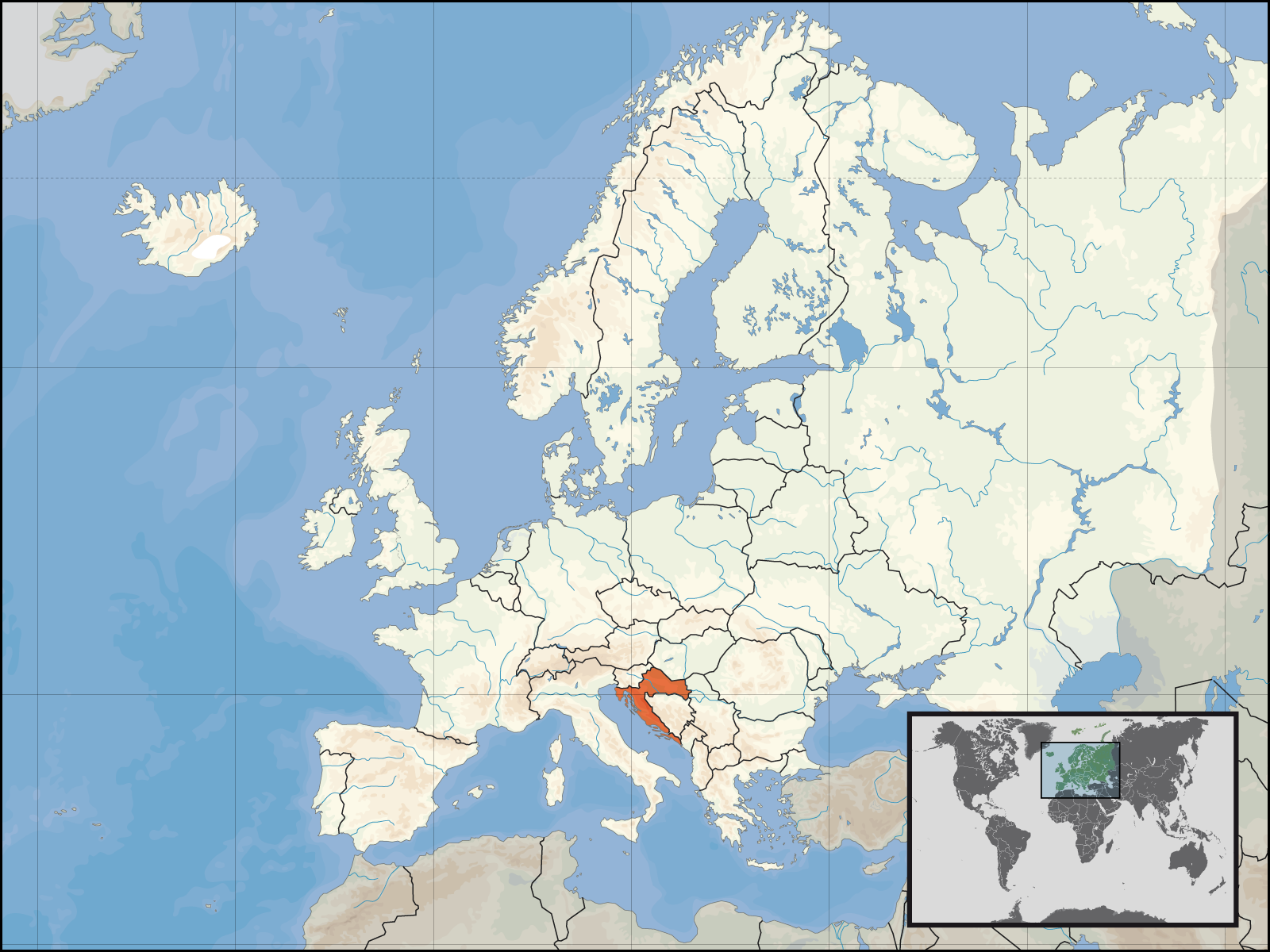
Croacia geográfica e históricamente dentro de Europa.

Antiguamente también había población croata, como resultado de migraciones en:
- Burgenland en Austria oriental y en los condados limítrofes húngaros de Vas y Győr-Moson-Sopron así como en Eslovaquia. La comunidad croata de la región era llamada Gradišće.
- En la zona rumana del Banato, los autodenominados Krashovani.
- En Kosovo (Janjevci y Letničani)
- En la zona de Molise, en Italia
- En Szentendre, Hungría, aunque estaban bastante magiarizados.

En total, suman cuatro millones en Croacia y 600 000 en Bosnia-Herzegovina (un 17 % del país). La comunidad en el extranjero es difícil de cuantificar de manera exacta, primeramente dada la falta de estadísticas y documentos oficiales y/o fiables, y la naturalización que alcanzaron grandes masas en naciones como Estados Unidos y Chile que no permiten el discernir quien y a que nacionalidad perteneció, pero las aproximaciones van dentro de los del un millón y medio hasta los dos millones de emigrados.
La mayor comunidad croata en Europa, fuera de los Balcanes, es la que se sitúa en Alemania, donde cerca de 350 000 personas tienen ancestros y/o raíces croatas. Así mismo, en los Estados Unidos se concentra el mayor número de descendientes de croatas (1,2 millones, concentrados principalmente en el área metropolitana de Nueva York y en la región de los Grandes Lagos). En Chile alrededor de 400 000 personas tienen ancestros croatas, la mayor comunidad en Latinoamérica, concentrados principalmente en las zonas de Magallanes, Santiago y Antofagasta.
Otras comunidades importantes son las que existen en Australia, con las mayores concentraciones en Sídney, Melbourne y Perth; y en Canadá: (Sur de Ontario, Columbia Británica, Alberta).

## Historia

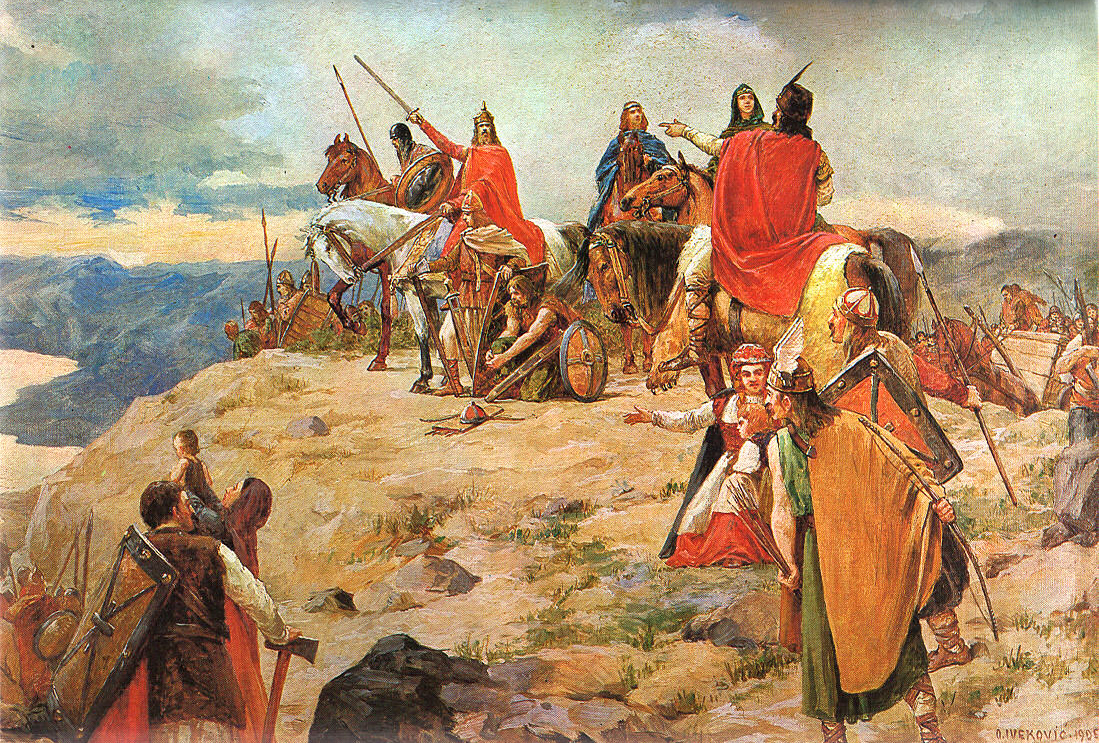
Llegada de los Croatas a la costa adriática.

El primer estado croata fue el Principado de Dalmacia, cuyo príncipe Trpimir se autodenominó duque de los croatas en 852. Esta llamada Croacia Roja era vaga en sus límites incluyendo a veces a los habitantes de Neretva y de Zahumlje. En 925, el duque croata de Dalmacia, Tomislav de Trpimir unificó a todos los croatas y creó un estado tras anexionarse el Principado de Panonia.
Desde la unión dinástica con Hungría en 1102, los croatas sufrieron de una magiarización. Tras la Batalla de Mohács, la mayoría del Reino de Hungría fue ocupado por los otomanos, recayendo la corona en los Habsburgo. Esta unión con Austria supuso una germanización. Además, la división del territorio entre los otomanos y los Habsburgo separó las tierras croatas. Una cantidad importante de croatas vivía en Eslovenia, Istria, Rijeka, Herzegovina y Bosnia. Con los siglos, la emigración croata también creó comunidades en Molise (Italia), Burgenland (Austria) y, con el tiempo, en los Estados Unidos de América.
Tras la Primera Guerra Mundial, el territorio croata fue finalmente unificado como parte del reino paneslavo de Yugoslavia, resultante de la anexión por parte del Reino de Serbia de la parte eslava del Imperio austrohúngaro. Fueron una de las naciones constituyentes del país, y desde 1939, gozaron de autonomía con la creación del Banato de Croacia.
En la Segunda Guerra Mundial, las fuerzas del Eje creó el estado títere llamado Estado Independiente de Croacia, dirigido por el partido fascista y ultranacionalista Ustachá. En respuesta, muchos croatas se unieron al movimiento partisano antifascista organizado por el Partido Comunista de Yugoslavia, que terminó por expulsarlos del país. 40.000 croatas perdieron la vida durante la guerra.
En la posguerra, se constituyó en el antiguo reino la República Federal Socialista de Yugoslavia, de carácter federal, donde de las seis repúblicas, los croatas eran pueblo constituyente en Croacia y Bosnia Herzegovina. Sin embargo, la minoría croata de la provincia autónoma serbia de Voivodina nunca alcanzó ese estatus. En la era post-Tito, la democratización del país se vio acompañada de conflictos étnicos.
En 1990, la República de Croacia se declaró independiente, en lo que marcó el comienzo de la Guerra Croata de Independencia contra su minoría serbia respaldada por Serbia y el Ejército Popular Yugoslavo, en una guerra que causó cerca de 550.000 desplazados.
La Guerra en Bosnia, que siguió al conflicto croata, vio como la minoría croata de Bosnia Herzegovina trataba de crear su propio estado (Herzeg-Bosnia), que finalmente sería parte de la Federación de Bosnia Herzegovina.
La política gubernamental croata postbélica trato de facilitar el regreso de los descendientes de emigrantes croatas, siendo particularmente importante la llegada de los refugiados de Bosnia y Voidovina (Bačka y Srijem). Tras la paz de 1995, la mayoría de los refugiados volvieron a sus hogares.